# Duc de Morny

Armoiries des ducs de Morny

Le titre de duc de Morny est créé par décret impérial du 8 juillet 1862,,,, et lettres patentes du 29 avril 1863,,, pour Charles de Morny, demi-frère de Napoléon III. Le titre, transmis par ordre de primogéniture mâle, est éteint en 1943, à la mort du 4e duc.

## Liste des ducs de Morny
- Charles Auguste Louis Joseph de Morny (1811-1865[9]), 1er duc de Morny, homme politique français
- Auguste Charles Louis Valentin de Morny (1859–1920[10]), 2e duc de Morny, fils du premier
- Auguste Charles Antoine Serge Marcel de Morny (1889–1935[11]), 3e duc de Morny, fils du précédent. Mort célibataire et sans enfants.
- Antoine Charles Napoléon Joachim Marie de Morny (1896–1943[12]), 4e duc de Morny, frère du précédent. Mort célibataire et sans enfants.